# Pachycondyla
Pachycondyla Smith, 1858 è un genere di formiche della sottofamiglia Ponerinae.

## Descrizione
Il genere è molto simile ai generi Ponera, Cryptopone e Hypoponera.

## Distribuzione
È un genere presente nelle zone tropicali e subtropicali.

## Tassonomia
Il genere è composto da 276 specie, di cui 14 specie fossili:
- Pachycondyla aciculata Emery, 1901
- Pachycondyla acuta Emery, 1900
- Pachycondyla aenescens Mayr, 1870
- Pachycondyla aenigmatica (Arnold, 1949)
- Pachycondyla aequalis (Mann, 1919)
- Pachycondyla agilis (Forel, 1901)
- Pachycondyla agnivo Rakotonirina & Fisher, 2013
- Pachycondyla ambigua Andre, 1890
- Pachycondyla amblyops (Emery, 1887)
- Pachycondyla analis (Latreille, 1802)
- Pachycondyla annamita (Andre, 1892)
- Pachycondyla apicalis (Latreille, 1802)
- Pachycondyla apicalis (Smith, 1857)
- Pachycondyla arcuata (Karavaiev, 1925)
- Pachycondyla arhuaca (Forel, 1901)
- Pachycondyla astuta Smith, 1858
- Pachycondyla atrata (Karavaiev, 1925)
- Pachycondyla australis (Forel, 1900)
- Pachycondyla baltica Dlussky, 2002 †
- Pachycondyla barbata Stitz, 1911
- Pachycondyla batak Yamane, 2007
- Pachycondyla becculata MacKay & MacKay, 2010
- Pachycondyla berthoudi (Forel, 1890)
- Pachycondyla bicolor (Donisthorpe, 1949)
- Pachycondyla bispinosa Smith, 1858
- Pachycondyla brevidorsa (Xu, 1994)
- Pachycondyla breviscapa MacKay & MacKay, 2010
- Pachycondyla brunoi Forel, 1913
- Pachycondyla bucki (Borgmeier, 1927)
- Pachycondyla bugabensis Forel, 1899
- Pachycondyla butteli (Forel, 1913)
- Pachycondyla caffraria (Smith, 1858)
- Pachycondyla calcarea (Theobald, 1937) †
- Pachycondyla cambouei (Forel, 1891)
- Pachycondyla carbonaria (Smith, 1858)
- Pachycondyla carinulata (Roger, 1861)
- Pachycondyla cariosa (Emery, 1895)
- Pachycondyla castanea (Mayr, 1865)
- Pachycondyla castaneicolor (Dalla Torre, 1893)
- Pachycondyla cavernosa (Roger, 1860)
- Pachycondyla cavimaculata Wang, W. & Zhao, 2009
- Pachycondyla cavinodis (Mann, 1916)
- Pachycondyla cernua MacKay & MacKay, 2010
- Pachycondyla chinensis (Emery, 1895)
- Pachycondyla christmasi (Donisthorpe, 1935)
- Pachycondyla chyzeri (Forel, 1907)
- Pachycondyla claudata (Menozzi, 1926)
- Pachycondyla cognata (Emery, 1896)
- Pachycondyla commutata (Roger, 1860)
- Pachycondyla comorensis (Andre, 1887)
- Pachycondyla concava MacKay & MacKay, 2010
- Pachycondyla conicula MacKay & MacKay, 2010
- Pachycondyla conservata Dlussky, 2009 †
- Pachycondyla constricta (Mayr, 1884)
- Pachycondyla constricticeps MacKay & MacKay, 2010
- Pachycondyla cooki MacKay & MacKay, 2010
- Pachycondyla coveri Dlussky, 2009
- Pachycondyla crassa (Emery, 1877)
- Pachycondyla crassinoda (Latreille, 1802)
- Pachycondyla crawleyi (Donisthorpe, 1920) †
- Pachycondyla crenata (Roger, 1861)
- Pachycondyla cribrata Santschi, 1910
- Pachycondyla croceicornis (Emery, 1900)
- Pachycondyla curiosa MacKay & MacKay, 2010
- Pachycondyla curvinodis Forel, 1899
- Pachycondyla daraina Rakotonirina & Fischer, 2013
- Pachycondyla darwinii (Forel, 1893)
- Pachycondyla denticulata (Kirby, 1896)
- Pachycondyla depilis (Emery, 1902)
- Pachycondyla dismarginata MacKay & MacKay, 2010
- Pachycondyla donosoi MacKay & MacKay, 2010
- Pachycondyla dubia (Theobald, 1937) †
- Pachycondyla dubitata (Forel, 1900)
- Pachycondyla eleonorae (Forel, 1921)
- Pachycondyla elisae (Forel, 1891)
- Pachycondyla emiliae (Forel, 1901)
- Pachycondyla eocenica Dlussky & Wedmann, 2012 †
- Pachycondyla escherichi Forel, 1910
- Pachycondyla exarata Emery, 1901
- Pachycondyla excavata (Emery, 1893)
- Pachycondyla fauveli Emery, 1896
- Pachycondyla ferruginea (Smith, 1858)
- Pachycondyla flebrigi (Forel, 1912)
- Pachycondyla fisheri MacKay & MacKay, 2010
- Pachycondyla flavipes Yamane, 2007
- Pachycondyla flavopilosa (Weber, 1942)
- Pachycondyla foetida (Linnaeus, 1758)
- Pachycondyla fossigera (Mayr, 1901)
- Pachycondyla fugax Forel, 1907
- Pachycondyla fusca MacKay & MacKay, 2010
- Pachycondyla fuscoatra (Roger, 1861)
- Pachycondyla gamzea Özdikmen, 2010
- Pachycondyla gilberti (Kempf, 1960)
- Pachycondyla gilloglyi MacKay & MacKay, 2010
- Pachycondyla glabripes (Emery, 1893)
- Pachycondyla globiventris (Theobald, 1937) †
- Pachycondyla goeldii (Forel, 1912)
- Pachycondyla gorogota Rakotonirina & Fisher, 2013
- Pachycondyla gracilicornis (Mayr, 1868) †
- Pachycondyla grandis (Donisthorpe, 1947)
- Pachycondyla granosa (Roger, 1860)
- Pachycondyla guianensis (Weber, 1939)
- Pachycondyla gulera Özdikmen, 2010
- Pachycondyla harpax (Fabricius, 1804)
- Pachycondyla havilandi (Forel, 1901)
- Pachycondyla henryi Donisthorpe, 1942
- Pachycondyla hispida MacKay & MacKay, 2010
- Pachycondyla holcotyle MacKay & MacKay, 2010
- Pachycondyla hottentota Emery, 1886
- Pachycondyla ilgii (Forel, 1894)
- Pachycondyla impressa (Roger, 1861)
- Pachycondyla inca Emery, 1901
- Pachycondyla incisa Emery, 1911
- Pachycondyla ingesta (Wheeler, 1922)
- Pachycondyla insignis MacKay & MacKay, 2010
- Pachycondyla insulana (Mayr, 1876)
- Pachycondyla insularis (Emery, 1889)
- Pachycondyla inversa (Smith, 1858)
- Pachycondyla ivolo Rakotonirina & Fisher, 2013
- Pachycondyla javana (Mayr, 1867)
- Pachycondyla jerdonii (Forel, 1900)
- Pachycondyla jonesii (Forel, 1891)
- Pachycondyla karawalewi Özdikmen, 2010
- Pachycondyla kaya Özdikmen, 2010
- Pachycondyla kenyensis (Santschi, 1937)
- Pachycondyla kruegeri Forel, 1910
- Pachycondyla labandeirai Dlussky & Rasnitsyn, 2003 †
- Pachycondyla laevigata (Smith, 1858)
- Pachycondyla laevissima Arnold, 1915
- Pachycondyla lamottei (Bernard, 1953)
- Pachycondyla latinoda MacKay & MacKay, 2010
- Pachycondyla lattkei MacKay & MacKay, 2010
- Pachycondyla leeuwenhoeki (Forel, 1886)
- Pachycondyla lenis Kempf, 1961
- Pachycondyla lenkoi Kempf, 1962
- Pachycondyla leveillei (Emery, 1890)
- Pachycondyla lineaticeps Mayr, 1866
- Pachycondyla lobocarena Xu, 1995
- Pachycondyla longidentata MacKay & MacKay, 2010
- Pachycondyla lunaris (Emery, 1896)
- Pachycondyla lutea (Mayr, 1862)
- Pachycondyla luteipes (Mayr, 1862)
- Pachycondyla luteola (Roger, 1861)
- Pachycondyla lutzi Dlussky & Wedmann, 2012
- Pachycondyla maeva Rakotonirina & Fisher, 2013
- Pachycondyla magnifica Borgmeier, 1929
- Pachycondyla malayana (Wheeler, 1929)
- Pachycondyla manni (Viehmeyer, 1924)
- Pachycondyla marginata (Roger, 1861)
- Pachycondyla masoala Rakotonirina and Fisher, 2013
- Pachycondyla mayri (Emery, 1887)
- Pachycondyla melanaria (Emery, 1893)
- Pachycondyla melancholica Smith, 1865
- Pachycondyla mesoponeroides (Radchenko, 1993)
- Pachycondyla messeliana Dlussky & Wedmann, 2012 †
- Pachycondyla metanotalis Luederwaldt, 1918
- Pachycondyla mialy Rakotonirina & Fisher, 2013
- Pachycondyla minirubra Özdikmen, 2010
- Pachycondyla minuta Mackay & Mackay, 2010
- Pachycondyla minutansata (Zhang, 1989)
- Pachycondyla mirabilis MacKay & MacKay, 2010
- Pachycondyla mlanjiensis (Arnold, 1946)
- Pachycondyla mocquerysi (Emery, 1902)
- Pachycondyla modiglianii Emery, 1900
- Pachycondyla moesta Mayr, 1870)
- Pachycondyla myropola (Menozzi, 1925)
- Pachycondyla nakasujii Yashiro, Matsuura, Guénard, Terayama & Dunn, 2010, 2010
- Pachycondyla neonimba Özdikmen, 2010OverviewNo
- Pachycondyla nigrita (Emery, 1895)
- Pachycondyla nosy Rakotonirina & Fisher, 2013
- Pachycondyla novemdentata (Bernard, 1953)
- Pachycondyla nubeculata (Zhang, 1989) †
- Pachycondyla oberthueri Emery, 1890
- Pachycondyla obesa (Emery, 1897)
- Pachycondyla obscurans (Walker, 1859)
- Pachycondyla obscuricornis Emery, 1890
- Pachycondyla obtusa Emery, 1900
- Pachycondyla oculata (Smith, 1858)
- Pachycondyla overbecki Viehmeyer, 1916
- Pachycondyla pachyderma Emery, 1901
- Pachycondyla pachynoda (Clark, 1930)
- Pachycondyla pallidipennis (Smith, 1860)
- Pachycondyla papuana (Viehmeyer, 1914)
- Pachycondyla pergandei (Forel, 1909)
- Pachycondyla peringueyi (Emery, 1899)
- Pachycondyla perroti (Forel, 1891)
- Pachycondyla petiolosa Dlussky & Wedmann, 2012 †
- Pachycondyla petrosa Dlussky & Wedmann, 2012 †
- Pachycondyla picardi Forel, 1901
- Pachycondyla picea (Bernard, 1953)
- Pachycondyla piliventris Smith, 1858
- Pachycondyla pilosior (Wheeler, 1928)
- Pachycondyla planicornis Rakotonirina and Fisher, 2013
- Pachycondyla porcata (Emery, 1897)
- Pachycondyla procidua Emery, 1890
- Pachycondyla pumicosa (Roger, 1860)
- Pachycondyla punctata Karavaiev, 1935
- Pachycondyla purpurascens Forel, 1899
- Pachycondyla recava MacKay & MacKay, 2010
- Pachycondyla rostrata Emery, 1890
- Pachycondyla rovana Rakotonirina & Fisher, 2013
- Pachycondyla rubescens (Santschi, 1937)
- Pachycondyla rubiginosa (Emery, 1889)
- Pachycondyla rubra (Smith, 1857)
- Pachycondyla ruficornis (Clark, 1934)
- Pachycondyla rufipes (Jerdon, 1851)
- Pachycondyla rufonigra (Clark, 1934)
- Pachycondyla rugosula (Emery, 1902)
- Pachycondyla rupinicola MacKay & MacKay, 2010
- Pachycondyla sakishimensis Terayama, 1999
- Pachycondyla sandakana (Wheeler, 1919)
- Pachycondyla sanguinea Santschi, 1920
- Pachycondyla sauteri Forel, 1912
- Pachycondyla schoedli MacKay & MacKay, 2010
- Pachycondyla schultzi MacKay & MacKay, 2010
- Pachycondyla scobina (Wilson, 1958)
- Pachycondyla scolopax (Emery, 1899)
- Pachycondyla senegalensis (Santschi, 1914)
- Pachycondyla sennaarensis (Mayr, 1862)
- Pachycondyla sharpi (Forel, 1901)
- Pachycondyla sheldoni (Mann, 1919)
- Pachycondyla sikorae (Forel, 1891)
- Pachycondyla silvestrii Santschi, 1914
- Pachycondyla sjostedti (Mayr, 1896)
- Pachycondyla solisi MacKay & MacKay, 2010
- Pachycondyla solitaria (Smith, 1860)
- Pachycondyla soror (Emery, 1899)
- Pachycondyla stigma (Fabricius, 1804)
- Pachycondyla striata Smith, 1858
- Pachycondyla striatinodis Emery, 1890
- Pachycondyla striatula Karavaiev, 1935
- Pachycondyla strigulosa (Emery, 1895)
- Pachycondyla striolata Donisthorpe, 1933
- Pachycondyla subiridescens (Wheeler, 1922)
- Pachycondyla sublaevis (Emery, 1887)
- Pachycondyla succedanea (Roger, 1863)
- Pachycondyla succinea (Mayr, 1868)
- Pachycondyla sulcata (Mayr, 1867)
- Pachycondyla sumatrana Özdikmen, 2010
- Pachycondyla suspecta (Santschi, 1914)
- Pachycondyla tahary Rakotonirina & Fisher, 2013
- Pachycondyla talpa (Andre, 1890)
- Pachycondyla tarsata (Fabricius, 1798)
- Pachycondyla tavaratra Rakotonirina and Fisher, 2013
- Pachycondyla terminalis Özdikmen, 2010
- Pachycondyla tesseronoda (Emery, 1877)
- Pachycondyla testacea (Bernard, 1953)
- Pachycondyla theresiae Forel, 1899
- Pachycondyla tianzun Terayama, 2009
- Pachycondyla tonkina Santschi, 1920
- Pachycondyla tridentata Smith, 1858
- Pachycondyla tristis Dlussky, 2009 †
- Pachycondyla umgodikulula (Joma & Mackay, 2013)
- Pachycondyla unicolor (Smith, 1860)
- Pachycondyla unidentata Mayr, 1862
- Pachycondyla variolosa (Arnold, 1947)
- Pachycondyla vazimba Rakotonirina and Fisher, 2013
- Pachycondyla venusta (Forel, 1912)
- Pachycondyla verecundae (Donisthorpe, 1943)
- Pachycondyla varenae (Forel, 1922)
- Pachycondyla vermiculata (Emery, 1897)
- Pachycondyla vidua (Smith, 1857)
- Pachycondyla vieirai MacKay & MacKay, 2010
- Pachycondyla villiersi (Bernard, 1953)
- Pachycondyla villosa (Fabricius, 1804)
- Pachycondyla vohitravo Rakotonirina & Fisher, 2013
- Pachycondyla wasmannii (Forel, 1887)
- Pachycondyla weberi (Bernard, 1953)
- Pachycondyla williamsi (Wheeler & Chapman, 1925)
- Pachycondyla wroughtonii (Forel, 1901)
- Pachycondyla zhengi Xu, 1995
- Pachycondyla zoro Rakotonirina & Fisher, 2013
- Pachycondyla zumpti (Santschi, 1937)
- Pachycondyla zuparkoi MacKay & MacKay, 2010